# 홍철 (축구 선수)
홍철(洪喆, 1990년 9월 17일~)은 대한민국의 축구 선수로서 포지션은 수비수이며 현 K리그1 강원 FC에서 활약하고 있다.

## 초창기
성남의 유스팀인 풍생중학교와 풍생고등학교를 거쳐 2009 K리그 드래프트에서 성남 일화 천마의 우선지명을 받은 후 단국대학교에 입학했다. 그는 고등학교 시절에 주로 공격적인 위치에서 경기를 소화했지만, 대학교에 진학하면서 보직을 왼쪽 풀백으로 전환했다. 2009년 단국대학교가 U리그 우승컵을 들어 올리는 데 혁혁한 공을 세우고 성남 일화 천마에 입단하면서 프로 세계에 발을 내디뎠다.

## 클럽 경력

### 성남 일화 천마
입단 후 2010년 3월 9일에 열린 멜버른과의 AFC 챔피언스리그 E조 2라운드 경기에 선발 출장하여 프로 데뷔전을 치렀다. 그리고 약 세 달 뒤 5월 23일 리그컵 B조 1라운드 울산전에서 후반 10분 올린 크로스가 골대를 맞고 들어가는 프로 데뷔 첫 골을 넣었다. 이후 장학영의 군복무로 공백이 생겨버린 왼쪽 풀백에 신태용 감독의 중용을 받고 주전 자리를 꿰차며 국가 대표에도 뽑히는 등 최고의 나날을 보냈다. 하지만 2012년에는 부진하는 팀의 성적과 공격력에 비해 부족한 수비력이 도마 위에 오르면서 부담감을 심히 받았다.

### 수원 삼성 블루윙즈
2013 시즌 직전 양쪽 풀백이 입대를 하면서 측면 수비의 출혈이 심했던 수원으로 3년 계약을 맺고 이적했다. 시즌 초 최재수와 스위칭을 통해 순간적인 역습을 주로 구사하였으나 중반부터 팀이 임대와 방출, 부상 등으로 스쿼드에 공백이 커지자 윙으로 출장하여 맹활약을 펼쳤다. 그러나 막바지에 염기훈이 전역하면서 다시 아래로 내려왔으며, 최재수와 공존을 위해 오른쪽도 소화했다. 2014년 29경기를 소화하며 2014 K리그 클래식 베스트 11에, 2015년에는 30경기를 소화하고 2015 K리그 클래식 베스트 11에 선정되었다. 2016년에 FA컵 우승을 거두고 상주 상무에 명예롭게 입대한다. 상주 상무에서 2018년 9월 3일부로 군복무를 마치고 수원 삼성에 복귀 하였다.
복귀 후 국가대표 친선경기를 앞둔 벤투호 1기 명단에 포함되어 파주로 바로 소집되었다.

### 울산 현대
2020시즌 여름 이적시장에서 K리그1의 울산 현대로 이적하였다. 
하지만 2021 시즌에는 부상 여파에다 설영우에게 밀려 리그 21경기밖에 출전하지 못했다.

### 대구 FC
2022년 1월 3일에 대구 FC로 이적하였다.

## 국가대표팀 경력
2011년 2월 9일 후세인 아브니 아케르 스타디움에서 벌어진 튀르키예와의 친선 경기에 선발 출전하면서 국가대표 데뷔전을 치렀고, 2011년 9월 2일 2014년 FIFA 월드컵 아시아 지역 예선 레바논과의 경기에서 첫 공격포인트를 기록하기도 하였다. 2015년 9월 3일 라오스와의 월드컵 지역예선 경기에서 도움 해트트릭을 기록하였다.
2018년 FIFA 월드컵에서도 최종 명단에 포함되어, 멕시코전에 교체 출전으로 월드컵에 데뷔하였고 독일전에서는 선발 출전하여 2-0 승리에 기여하였다.
그 후 2022년 7월 24일 홍콩과의 2022년 EAFF E-1 풋볼 챔피언십 2차전에서 A매치 데뷔 11년만에 첫 골을 신고하며 3-0 완승을 이끌었다.

## 경력 통계

### 클럽 기록
- 2023년  5월 27일 기준

| 클럽               | 시즌 | 리그 | 리그 | 리그 | FA 컵 | FA 컵 | FA 컵 | 리그 컵   | 리그 컵   | 리그 컵   | 플레이오프 | 플레이오프 | 플레이오프 | 대륙 대회 | 대륙 대회 | 대륙 대회 | 합계 | 합계 | 합계 |
| 클럽               | 시즌 | 출장 | 득점 | 도움 | 출장  | 득점  | 도움  | 출장      | 득점      | 도움      | 출장       | 득점       | 도움       | 출장      | 득점      | 도움      | 출장 | 득점 | 도움 |
| ------------------ | ---- | ---- | ---- | ---- | ----- | ----- | ----- | --------- | --------- | --------- | ---------- | ---------- | ---------- | --------- | --------- | --------- | ---- | ---- | ---- |
| 성남 일화 천마     | 2010 | 18   | 1    | -    | 3     | -     | -     | 4         | 1         | -         | -          | -          | -          | 9         | -         | -         | 34   | 2    | -    |
| 성남 일화 천마     | 2011 | 20   | 3    | 2    | 4     | -     | 2     | 4         | 1         | -         | -          | -          | -          | -         | -         | -         | 28   | 4    | 4    |
| 성남 일화 천마     | 2012 | 30   | 2    | 2    | 1     | -     | -     | 대회 중단 | 대회 중단 | 대회 중단 | -          | -          | -          | 5         | -         | -         | 36   | 2    | 2    |
| 수원 삼성 블루윙즈 | 2013 | 34   | 2    | 10   | 1     | -     | -     | 대회 중단 | 대회 중단 | 대회 중단 | -          | -          | -          | 5         | -         | -         | 40   | 2    | 10   |
| 수원 삼성 블루윙즈 | 2014 | 29   | -    | -    | 1     | -     | -     | 대회 중단 | 대회 중단 | 대회 중단 | -          | -          | -          | -         | -         | -         | 30   | -    | -    |
| 수원 삼성 블루윙즈 | 2015 | 30   | -    | 3    | 1     | -     | -     | 대회 중단 | 대회 중단 | 대회 중단 | -          | -          | -          | 4         | -         | -         | 35   | -    | 3    |
| 수원 삼성 블루윙즈 | 2016 | 12   | -    | 3    | 3     | -     | 1     | 대회 중단 | 대회 중단 | 대회 중단 | -          | -          | -          | 0         | -         | -         | 15   | -    | 4    |
| 상주 상무          | 2017 | 27   | 1    | 5    | -     | -     | -     | 대회 중단 | 대회 중단 | 대회 중단 | 2          | 0          | 0          | -         | -         | -         | 29   | 1    | 5    |
| 상주 상무          | 2018 | 22   | 1    | 5    | -     | -     | -     | 대회 중단 | 대회 중단 | 대회 중단 | -          | -          | -          | -         | -         | -         | 22   | 1    | 5    |
| 수원 삼성 블루윙즈 | 2018 | 8    | 0    | 3    | 1     | -     | -     | 대회 중단 | 대회 중단 | 대회 중단 | -          | -          | -          | -         | -         | -         | 9    | 0    | 3    |
| 수원 삼성 블루윙즈 | 2019 | 30   | 1    | 4    | 6     | -     | -     | 대회 중단 | 대회 중단 | 대회 중단 | -          | -          | -          | -         | -         | -         | 36   | 1    | 4    |
| 수원 삼성 블루윙즈 | 2020 | 2    | 0    | 0    | 0     | -     | -     | 대회 중단 | 대회 중단 | 대회 중단 | -          | -          | -          | 2         | -         | -         | 4    | 0    | 0    |
| 울산 현대          | 2020 | 13   | 0    | 4    | 4     | -     | -     | 대회 중단 | 대회 중단 | 대회 중단 | -          | -          | -          | 3         | -         | -         | 20   | 0    | 4    |
| 울산 현대          | 2021 | 21   | 1    | 2    | 2     | -     | 1     | 대회 중단 | 대회 중단 | 대회 중단 | -          | -          | -          | 8         | -         | 1         | 31   | 1    | 4    |
| 대구 FC            | 2022 | 28   | 0    | 1    | 3     | -     | -     | 대회 중단 | 대회 중단 | 대회 중단 | -          | -          | -          | 4         | 1         | 1         | 35   | 1    | 2    |
| 대구 FC            | 2023 | 8    | 0    | 2    | -     | -     | -     | 대회 중단 | 대회 중단 | 대회 중단 | -          | -          | -          | -         | -         | -         | 8    | 0    | 2    |
| 통산               | 통산 | 332  | 12   | 46   | 30    | 0     | 4     | 8         | 2         | 0         | 2          | 0          | 0          | 40        | 1         | 2         | 412  | 15   | 52   |

### 국가대표팀 기록
- 2022년 12월 5일 기준

| 순번 | 날짜       | 대회                   | 장소          | 상대           | 결과   | 득점 | 도움 | 경고 | 퇴장 |
| ---- | ---------- | ---------------------- | ------------- | -------------- | ------ | ---- | ---- | ---- | ---- |
| 1    | 2011.02.09 | A 매치                 | 트라브존      | 튀르키예       | 0:0 무 | -    | -    | -    | -    |
| 2    | 2011.09.02 | 브라질 월드컵 지역예선 | 고양          | 레바논         | 6:0 승 | -    | 1    | -    | -    |
| 3    | 2011.09.06 | 브라질 월드컵 지역예선 | 쿠웨이트 시티 | 쿠웨이트       | 1:1 무 | -    | -    | -    | -    |
| 4    | 2011.11.11 | 브라질 월드컵 지역예선 | 알아인        | 아랍에미리트   | 2:0 승 | -    | -    | -    | -    |
| 5    | 2014.10.10 | A 매치                 | 천안          | 파라과이       | 2:0 승 | -    | -    | -    | -    |
| 6    | 2015.08.02 | EAFF 동아시안컵        | 우한          | 중화인민공화국 | 2:0 승 | -    | -    | -    | -    |
| 7    | 2015.08.05 | EAFF 동아시안컵        | 우한          | 일본           | 1:1 무 | -    | -    | -    | -    |
| 8    | 2015.09.03 | 러시아 월드컵 지역예선 | 화성          | 라오스         | 8:0 승 | -    | 3    | -    | -    |
| 9    | 2016.10.06 | 러시아 월드컵 지역예선 | 수원          | 카타르         | 3:2 승 | -    | -    | -    | -    |
| 10   | 2016.10.11 | 러시아 월드컵 지역예선 | 테헤란        | 이란           | 0:1 패 | -    | -    | -    | -    |
| 11   | 2016.11.15 | 러시아 월드컵 지역예선 | 서울          | 우즈베키스탄   | 2:1 승 | -    | -    | -    | -    |
| 12   | 2018.01.27 | A 매치                 | 안탈리아      | 몰도바         | 1:0 승 | -    | 1    | -    | -    |
| 13   | 2018.02.03 | A 매치                 | 안탈리아      | 라트비아       | 1:0 승 | -    | -    | -    | -    |
| 14   | 2018.05.28 | A 매치                 | 대구          | 온두라스       | 2:0 승 | -    | -    | -    | -    |
| 15   | 2018.06.23 | 2018 러시아 월드컵     | 로스토프      | 멕시코         | 1:2 패 | -    | -    | -    | -    |
| 16   | 2018.06.27 | 2018 러시아 월드컵     | 카잔          | 독일           | 2:0 승 | -    | -    | -    | -    |
| 17   | 2018.09.07 | A 매치                 | 고양          | 코스타리카     | 2:0 승 | -    | -    | -    | -    |
| 18   | 2018.09.11 | A 매치                 | 수원          | 칠레           | 0:0 무 | -    | -    | -    | -    |
| 19   | 2018.10.12 | A 매치                 | 서울          | 우루과이       | 2:1 승 | -    | -    | -    | -    |
| 20   | 2018.10.16 | A 매치                 | 천안          | 파나마         | 2:2 무 | -    | -    | -    | -    |
| 21   | 2018.11.17 | A 매치                 | 브리즈번      | 오스트레일리아 | 1:1 무 | -    | -    | 1    | -    |
| 22   | 2018.11.20 | A 매치                 | 브리즈번      | 우즈베키스탄   | 4:0 승 | -    | -    | -    | -    |
| 23   | 2019.01.11 | 2019 UAE 아시안컵      | 알아인        | 키르기스스탄   | 1:0 승 | -    | 1    | -    | -    |
| 24   | 2019.01.22 | 2019 UAE 아시안컵      | 두바이        | 바레인         | 2:1 승 | -    | -    | -    | -    |
| 25   | 2019.03.22 | A 매치                 | 울산          | 볼리비아       | 1:0 승 | -    | 1    | -    | -    |
| 26   | 2019.03.26 | A 매치                 | 서울          | 콜롬비아       | 2:1 승 | -    | -    | -    | -    |
| 27   | 2019.06.07 | A 매치                 | 부산          | 오스트레일리아 | 1:0 승 | -    | 1    | -    | -    |
| 28   | 2019.06.11 | A 매치                 | 서울          | 이란           | 1:1 무 | -    | -    | -    | -    |
| 29   | 2019.09.10 | 카타르 월드컵 지역예선 | 아시가바트    | 투르크메니스탄 | 2:0 승 | -    | -    | -    | -    |
| 30   | 2019.10.10 | 카타르 월드컵 지역예선 | 화성          | 스리랑카       | 8:0 승 | -    | 2    | -    | -    |
| 31   | 2021.03.25 | A 매치                 | 요코하마      | 일본           | 0:3 패 | -    | -    | -    | -    |
| 32   | 2021.06.05 | 카타르 월드컵 지역예선 | 고양          | 투르크메니스탄 | 5:0 승 | -    | 1    | -    | -    |
| 33   | 2021.06.13 | 카타르 월드컵 지역예선 | 고양          | 레바논         | 2:1 승 | -    | -    | -    | -    |
| 34   | 2021.09.02 | 카타르 월드컵 지역예선 | 서울          | 이라크         | 0:0 무 | -    | -    | -    | -    |
| 35   | 2021.09.07 | 카타르 월드컵 지역예선 | 수원          | 레바논         | 1:0 승 | -    | -    | -    | -    |
| 36   | 2021.10.07 | 카타르 월드컵 지역예선 | 안산          | 시리아         | 2:1 승 | -    | -    | -    | -    |
| 37   | 2021.10.12 | 카타르 월드컵 지역예선 | 테헤란        | 이란           | 1:1 무 | -    | -    | -    | -    |
| 38   | 2021.11.16 | 카타르 월드컵 지역예선 | 도하          | 이라크         | 3:0 승 | -    | -    | 1    | -    |
| 39   | 2022.01.15 | A 매치                 | 안탈리아      | 아이슬란드     | 5:1 승 | -    | -    | -    | -    |
| 40   | 2022.01.21 | A 매치                 | 안탈리아      | 몰도바         | 4:0 승 | -    | -    | -    | -    |
| 41   | 2022.06.02 | A 매치                 | 서울          | 브라질         | 1:5 패 | -    | -    | -    | -    |
| 42   | 2022.06.06 | A 매치                 | 대전          | 칠레           | 2:0 승 | -    | -    | -    | -    |
| 43   | 2022.06.10 | A 매치                 | 수원          | 파라과이       | 2:2 무 | -    | -    | -    | -    |
| 44   | 2022.07.24 | EAFF 동아시안컵        | 도요타        | 홍콩           | 3:0 승 | 1    | 1    | -    | -    |
| 45   | 2022.09.23 | A 매치                 | 고양          | 코스타리카     | 2:2 무 | -    | -    | -    | -    |
| 46   | 2022.11.11 | A 매치                 | 화성          | 아이슬란드     | 1:0 승 | -    | -    | -    | -    |
| 47   | 2022.12.05 | 2022 카타르 월드컵     | 도하          | 브라질         | 1:4 패 | -    | -    | -    | -    |

## 수상 내역

### 클럽
성남 일화 천마
- AFC 챔피언스리그 2010 우승
- 2011 하나은행 FA CUP 우승

수원 삼성 블루윙즈
- 2016 KEB 하나은행 FA CUP 우승
- 2019 KEB 하나은행 FA CUP 우승

울산 현대 축구단
- AFC 챔피언스리그 2020 우승

### 국가대표
- 2015 EAFF 동아시안컵 우승
- 2010년 광저우 아시안게임 동메달

### 개인
- 현대오일뱅크 K리그 클래식 2014 베스트 11
- 현대오일뱅크 K리그 클래식 2015 베스트 11
- KEB하나은행 K리그1 2018 베스트 11
- 하나원큐 K리그1 2019 베스트 11
- EA 모스트 셀렉티드 플레이어 : 2019, 2020